# Castillo de Pallejá
El castillo de Pallejá es un palacio-castillo situado en la población de Pallejá, en la comarca catalana del Bajo Llobregat. Data del siglo XVI y XVII y se encuentra en la Avenida Prat de la Riba número 10 intacto y en buen estado.
El castillo está edificado por Ramon Martí de Torrelles en 1590 sobre una torre anterior documentada de 1179. Posteriormente, en la segunda mitad del siglo XVIII fue reconvertido en hotel y en el siglo XIX, durante la Guerra de la Independencia Española sirvió de cuartel de uno y otro ejército.
Es un edificio cuadrado de planta baja y tres pisos, siendo el superior con garitas de época posterior, realizado en piedra y con estuco simulando piedra. El portal es de arco de medio punto, con dovelas luciendo en lo alto el escudo nobiliario de los Torrelles.
Tal y como se puede observar en fotografías antiguas, el castillo tenía adosadas varias construcciones que fueron demolidas en los años 1960.
Durante los años 1990 fue cuidadosamente restaurado y actualmente acoge diferentes servicios municipales del ayuntamiento de Pallejá, así como la Biblioteca Municipal.